# Ogunquit
Ogunquit è un comune degli Stati Uniti d'America situato nello stato del Maine, nel New England.